# Mehgan Heaney-Grier

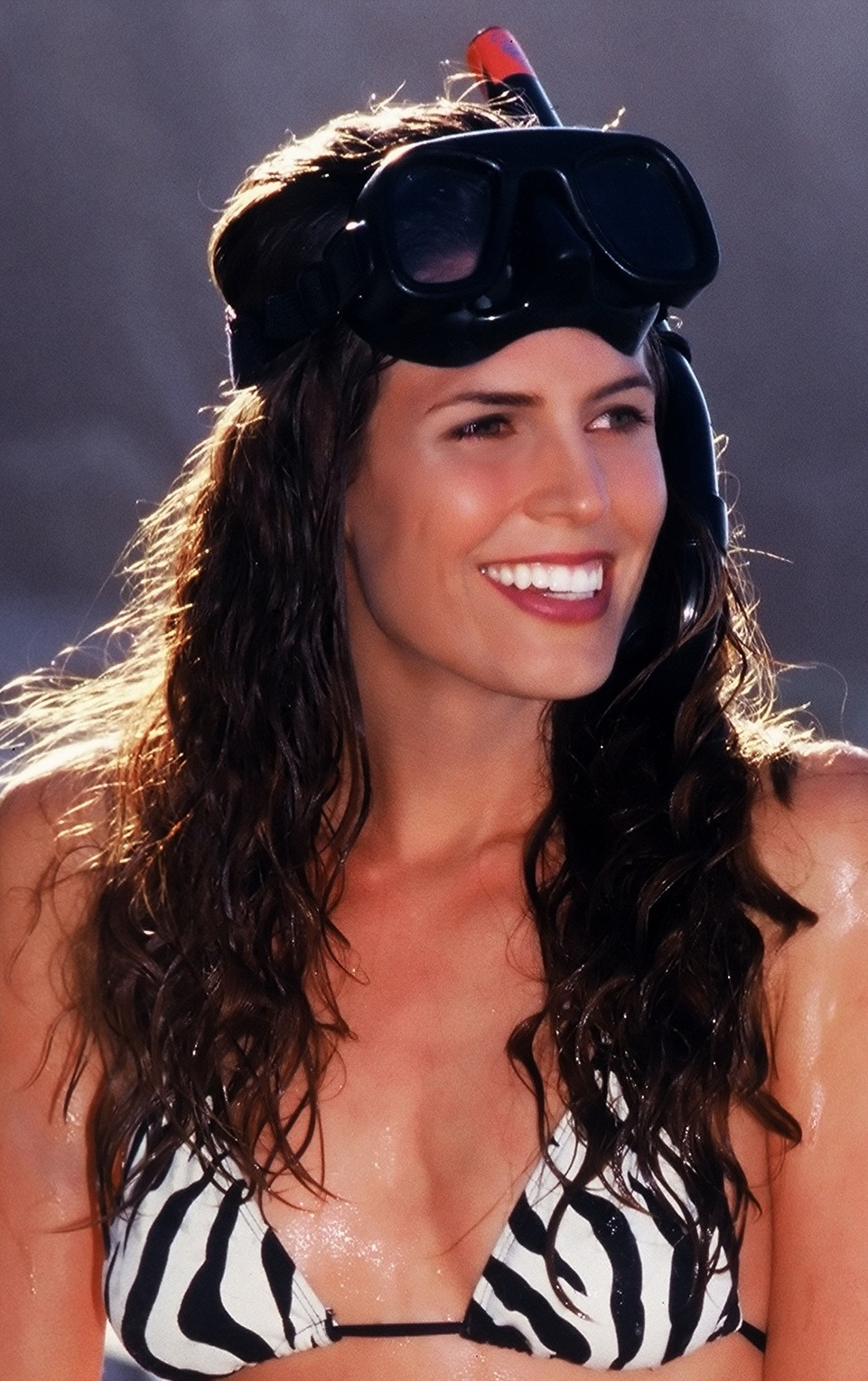
Mehgan Heaney-Grier (vor 2010)

Mehgan Heaney-Grier (geb. am 26. August 1977 in Minnesota) ist eine US-amerikanische Apnoetaucherin, Filmschauspielerin, Stuntwoman, Filmproduzentin und ein Model.
1996 stellte sie in den USA den neuen Frauen-Landesrekord im konstant gewichtigen Freitauchen auf, im Jahr 1997 übertraf sie ihren Rekord noch.

## Leben und Karriere

### Kindheit und Jugend (1977–1995)
Mehgan Heaney-Grier wurde im Jahr 1977 im US-Bundesstaat Minnesota geboren und wuchs in Duluth auf. Ihr Vater Bill Grier arbeitete als Lobbyist eines Energieunternehmens. Ihre Mutter Renee Nelson Heaney arbeitete als Krankenschwester. Im Jahr 1983 ließen sich die Eltern scheiden.  1988 heiratete ihre Mutter erneut und im Sommer 1989 zog Heaney-Grier im Alter von 11 Jahren mit ihrer Mutter, ihrer älteren Schwester und ihrem Stiefvater auf die Florida Keys-Inseln. Dort betrieb die Familie ein Hüttenbauunternehmen. Dort begann sie viel Zeit mit Schwimmen und Tauchen zu verbringen.
Im Alter von 14 Jahren begann sie in Miami Beach zu modeln. An der Key West High School geriet Heaney-Grier in Kreise, die ihre Mutter als unangebracht für ihre Tochter empfand; oft schlich sich die Jugendliche nachts davon und kam erst spät nach Hause. Daraufhin schickte ihre Mutter sie für zwei Jahre zu ihrem Vater nach Minnesota. 1995 machte sie ihren High-School-Abschluss.

### Arbeit als Model und erste Erfahrungen als Freitaucherin (1995–1996)
Nach ihrem Schulabschluss kehrte Heaney-Grier 1995 nach Florida zurück. Beruflich wollte sie sich zunächst ganz auf das Modeln in Miami konzentrieren. An ihrem 18. Geburtstag erhielt sie ihren Tauchschein und wurde später Assistenztauchlehrerin. Ihre Fähigkeit zum Freitauchen entdeckte Mehgan Heaney-Grier im Jahr 1995 bei einem Ausflug zum Speerfischen. In den 1990er Jahren gab es nur wenige Apnoetaucher in den USA, und Männer dominierten die internationale Bühne. Ebenfalls 1995 lernte sie den zehn Jahre älteren Mark Rackley kennen, der ein Unterwasservideogeschäft betrieb und ihr Co-Tauchtrainer wurde. Sie ging mit Rackley eine feste Partnerschaft ein und zog bei ihm ein. Im Haus  lebte auch ihr Tauchtrainer Manny Puig. Als Teilzeit-Model verdiente Heaney-Grier jährlich etwa 25.000 Dollar.
Bei ihrem ersten offiziellen Freitauchgang erreichte Heaney-Grier eine Tiefe von 120 Fuß (36,58 Meter).

### Nationale Erfolge aus Apnoetaucherin (1996–1998)

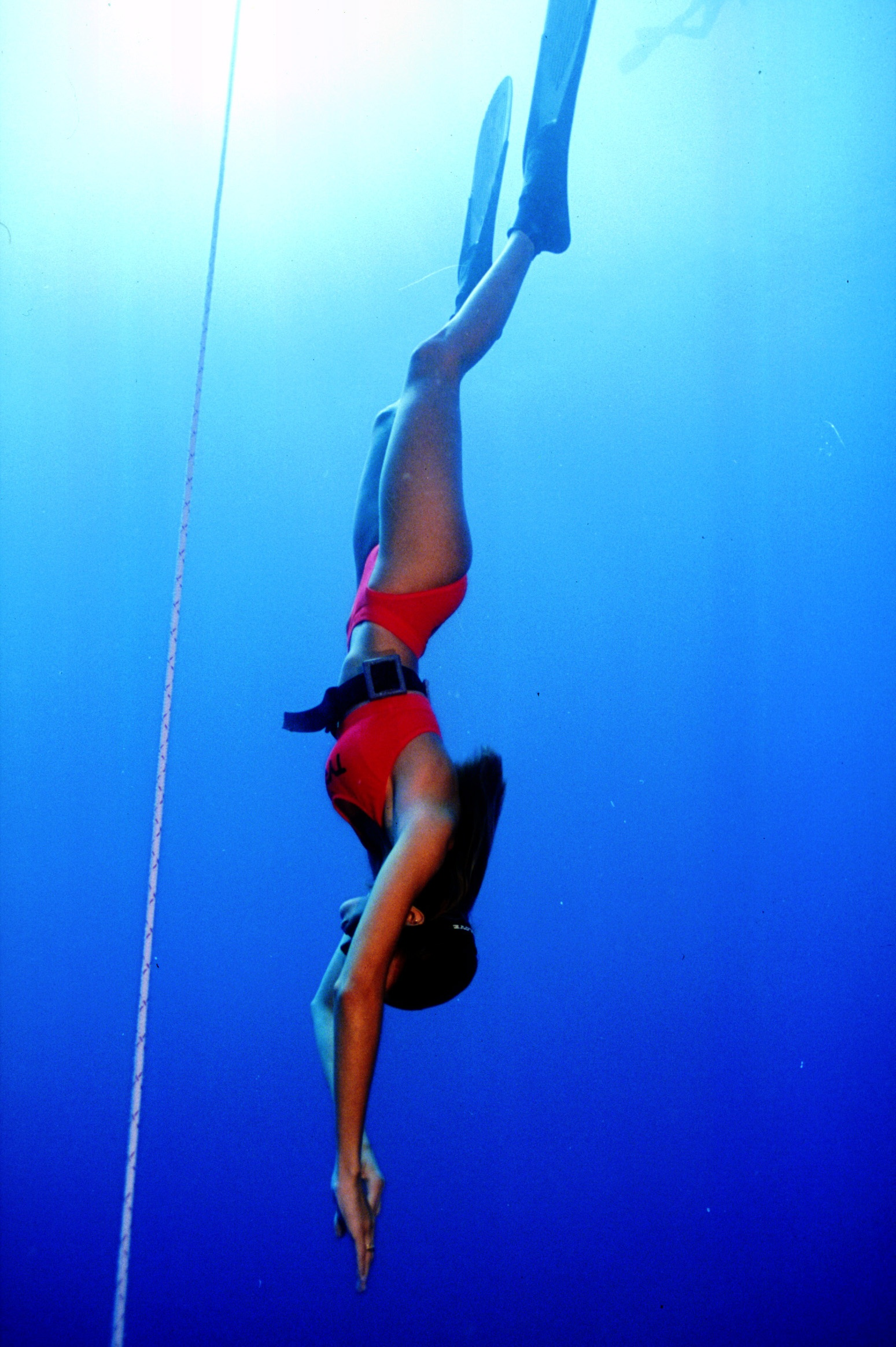
Heaney-Grier beim Apnoetauchen.

Am 21. Oktober 1996 stellte die 19-jährige den neuen Frauen-Landesrekord im konstant gewichtigen Freitauchen (ohne zusätzliche Gewichte) von 155 Fuß (47,2 Meter) auf. Am 25. August 1997 übertraf Heaney-Grier ihren persönlichen Rekord um 10 Fuß und tauchte 165 Fuß (50,3 Meter) tief. Der Weltrekord lag damals bei 204 Fuß und 6 Zoll (62,33 Meter).
Mehgan Heaney-Griers Erfolge als Apnoetaucherin brachten ihr mediale Aufmerksamkeit. Nach ihrem erneuten Landesrekord war sie am 28. August 1997 in der Late Show with David Letterman zu Gast, wurde in Fernsehsendungen eingeladen und in Zeitschriften wie Life, People, Outside und Scuba Diving porträtiert.
Heaney-Griers Rekorde trugen maßgeblich dazu bei, das Freitauchen in den USA bekannt zu machen, als es international gerade an Reputation gewann. 1998 bat der italienische Freitaucher Umberto Pelizzari sie, das erste US-amerikanische Team für die Weltmeisterschaft der International Association for the Development of Apnea (AIDA) zusammenzustellen. Heaney-Grier wurde Kapitänin des Teams und nahm an der AIDA International Weltmeisterschaft 1998 auf Sardinien, Italien, teil.
Im Jahr 2000 wurde die damals 22-jährige als jüngste Geehrte in die Women Divers Hall of Fame aufgenommen.
Heaney-Griers beendete noch Ende der 1990er ihre kurze Karriere im Wettbewerbsfreitauchen und wandte sich als Freitaucherin und Sporttaucherin neuen Projekten zu. Ihr neuer Ruhm, ihre aquatischen Talente und ihr fotogenes Aussehen öffneten ihr schließlich den Weg ins Filmgeschäft.

### Frühe Karriere im Filmgeschäft (1999–2007)
Ab 1999 begann Heaney-Grier in verschiedenen Funktionen im Filmgeschäft zu arbeiten. 1999 gab sie Filmschauspielerin ihr Debüt in der beliebten Fernsehserie Baywatch - Die Rettungsschwimmer von Malibu mit, sowie in dem Fernsehfilm Gefahr aus der Tiefe - Die Vorboten der Hölle.
Bereits als Jugendliche war Heaney-Grier als Taucherin mit Haien konfrontiert und fasziniert vom Verhalten maritimer Raubtiere. Zusammen mit ihren Lebenspartner Mark Rackley und ihrem Tauchkollegen Manny Puig begann sie, die Sümpfe im Süden Floridas zu erkunden und das Verhalten von Alligatoren zu dokumentieren. Im Jahr 2000 und 2001 produzierte sie mit Rackley und Puig die Dokumentationsfernsehserien Extreme Contact für den Fernsehsender Animal Planet und Deep Diver. In beiden trat sie auch vor der Kamera auf.
Ebenso begann Heaney-Grier als Stunttaucherin im Filmgeschäft zu arbeiten, so war sie unter anderem 2003 in Fluch der Karibik als Stuntdouble für Keira Knightley und 2005 in Into the Blue für Jessica Alba und Ashley Scott engagiert. Als Schauspielerin war sie ebenso 2004 in Kickoff to Summer zu sehen.

### Studium und Familiengründung (2007–2013)
Ihre Leidenschaft für die Tierwelt und den Naturschutz führte Heaney-Grier in den Bundesstaat Colorado, wo sie 2007 an der University of Colorado Boulder aufgenommen wurde. Am 26. Juni 2010 heiratete sie Silas Blinkley. 2011 schloss sie mit der Abschlussnote Summa cum Laude ein Bachelorstudium in Ökologie und Evolutionsbiologie, sowie ein Bachelorstudium in Anthropologie ab. Ihre Abschlussarbeit untersuchte das Verhalten von Haien.
2013 wurde sie Mutter eines Sohnes. Ihr Lebensmittelpunkt blieb fortan der Bundesstaat Colorado.

### Weitere Karriere
Neben ihrem Studium arbeitete Heaney-Grier als Stuntdouble und Schauspielerin. Als Schauspielerin war sie etwa 2012 in The Glades zu sehen. Von 2015 bis 2016 trat sie beim Discovery Channel in der Reality-Fernsehserie Die Schatzsucher von Snake Island (Treasure Quest: Snake Island) auf, wo sie als Anthropologin und Taucherin wirkte. 2017 trat sie in dem Dokumentarfilm Dolphin Man - Auf den Spuren von Jacques Mayol auf.
Ebenso ist Heaney-Grier eine häufige Keynote-Referentin.

## Filmografie

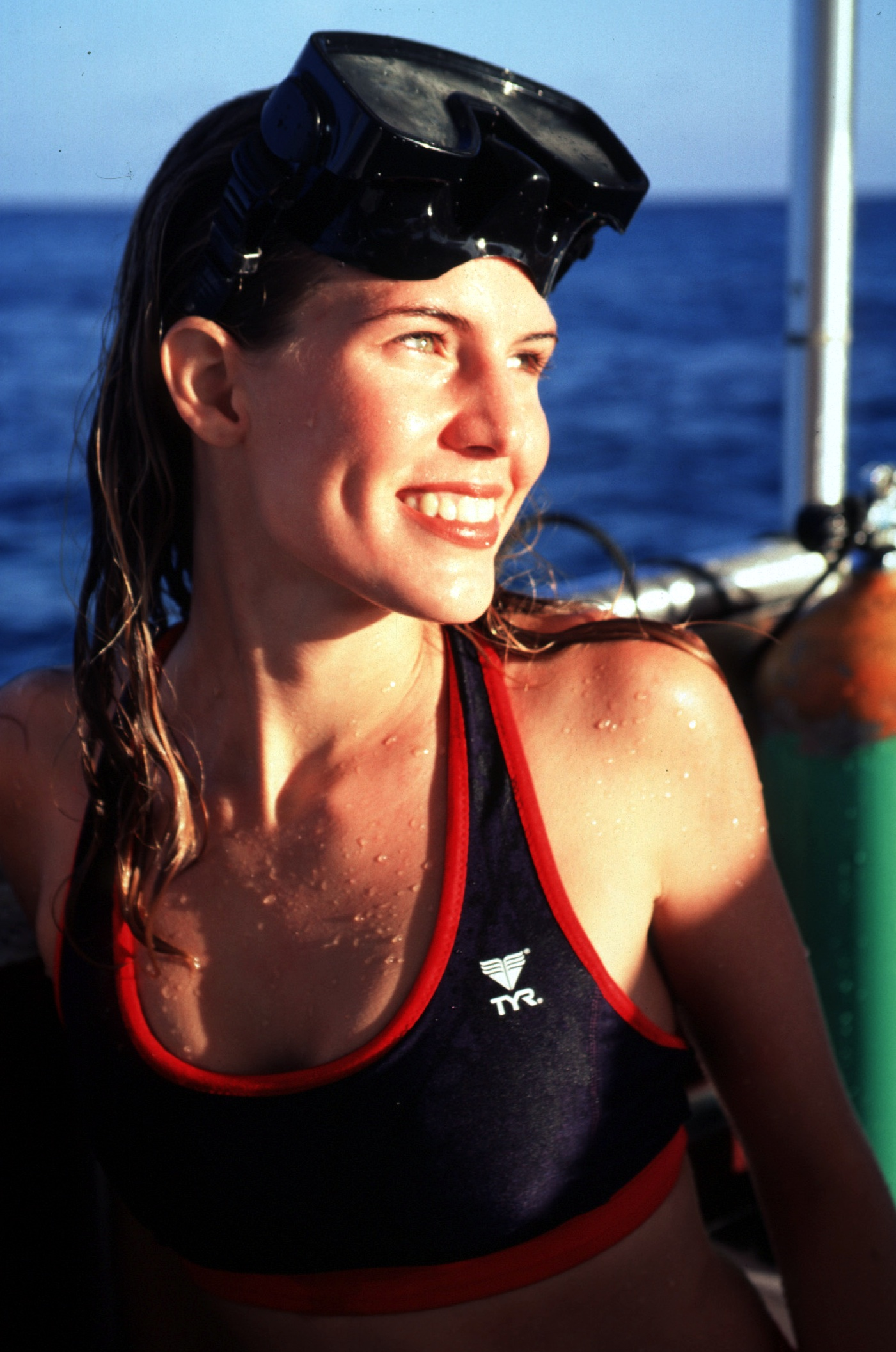
Mehgan Heaney-Grier

- 1997: Late Show with David Letterman (Fernsehserie, als Gast)
- 1997: TFI Friday (Fernsehserie, als sie selbst)
- 1999: Baywatch - Die Rettungsschwimmer von Malibu (Fernsehserie, als Schauspielerin)
- 1999: Gefahr aus der Tiefe - Die Vorboten der Hölle (Fernsehfilm, als Schauspielerin)
- 2000–2001: Extreme Contact (Fernsehserie, als Darstellerin und assoziierte Produzentin)
- 2000–2002: Ripley’s unglaubliche Welt (Fernsehserie, als sie selbst)
- 2001: Deep Diver (Fernsehserie, als Darstellerin und Co-Produzentin)
- 2003: Fluch der Karibik (als Stunt-Double von Keira Knightley)
- 2004: Kickoff to Summer (Fernsehfilm, als Schauspielerin)
- 2004: Saturn's Gravity Files (Fernsehserie, als sie selbst)
- 2005: Into the Blue (als Stunt-Double von Jessica Alba und Ashley Scott)
- 2006: Aquaman (als Stunt-Double von Adrianne Palicki und Denise Quinones)
- 2006: Turistas (als Stunt-Double von Olivia Wilde)
- 2008: Quiznos Madfin Shark Series (als sie selbst)
- 2010–2011: Shark Week (Fernsehserie, als Stunt Double)
- 2011: Bones: Die Knochenjägerin (Fernsehserie, als Stunt-Double von Mini Anden)
- 2012: The Finder (Fernsehserie, als Stunt-Double von Mini Anden)
- 2012: The Glades (Fernsehserie, als Schauspielerin)
- 2015–2016: Die Schatzsucher von Snake Island (Fernsehserie, als sie selbst)
- 2015–2017: The Gavin McInnes Show (Fernsehserie, als sie selbst)
- 2017: Dolphin Man - Auf den Spuren von Jacques Mayol (Dokumentarfilm als sie selbst)

## Weblinks

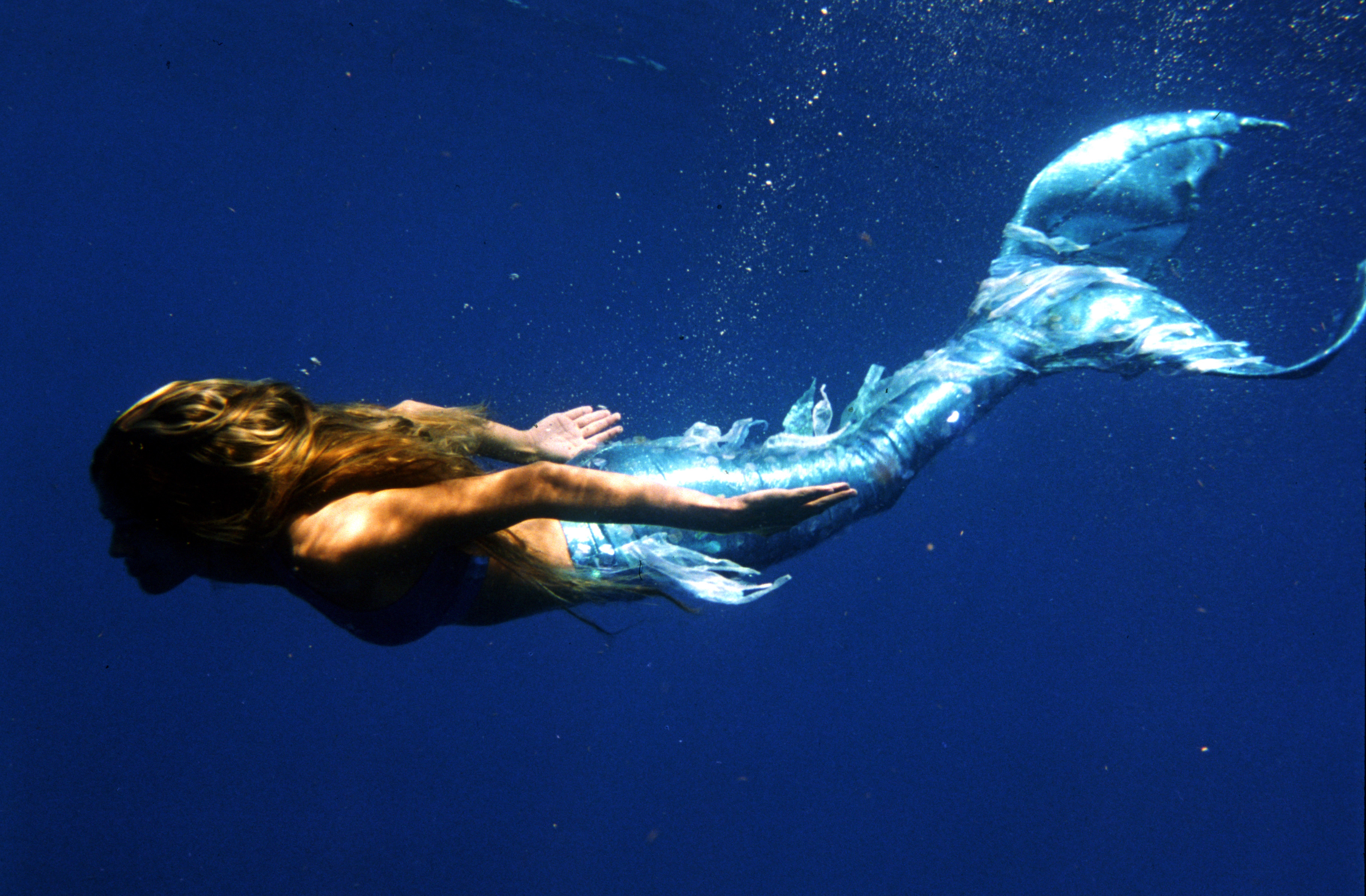
Mehgan Heaney-Grier taucht mit künstlichem Meerjungfrauenschwanz.